# フィロのス亭
『フィロのス亭』（フィロのスてい、英題：The Clan of “Dance for Philosophy”）は、2019年4月11日（4月10日深夜）から2022年3月21日（3月20日深夜）までテレビ朝日にて放送された情報バラエティ番組。フィロソフィーのダンスの冠番組。

## 概要
フィロソフィーのダンスのメンバーが国民的エンターテイナーになるため、毎週さまざまな事柄に挑戦していく体験型バラエティ番組。
寄席と街ロケを2大テーマとし、ナレーションは落語家・春風亭昇々が担当する。
2020年5月からCS放送・テレ朝ch1でも放送を開始。
2022年3月21日の放送をもって終了した。

## 放送時間
- 2019年4月11日（10日深夜） - 9月
  - 隔週木曜（水曜深夜）2:24 - 2:54（『サン・ジェルマン伯爵は知っている』との隔週放送）
- 2019年10月 - 2020年3月
  - 隔週金曜（木曜深夜）2:21 - 2:51（『サン・ジェルマン伯爵は知っている』との隔週放送）
- 2020年4月 - 2020年10月12日
  - 隔週月曜（日曜深夜）3:00 - 3:30（『秘湯ロマン』との隔週放送）
- 2020年10月26日 - 2022年3月21日
  - 隔週月曜（日曜深夜）2:55 - 3:25（『秘湯ロマン』との隔週放送）

## 出演
- フィロソフィーのダンス
  - 十束おとは
  - 日向ハル
  - 奥津マリリ
  - 佐藤まりあ

## おもなコーナー
- フィロのス亭川柳
  - 寄席をイメージしたセットにメンバーが並んで座り、春風亭昇々扮するフィロのス亭昇々が投げるお題に基づき、各々川柳を披露するコーナー。メンバーはそれぞれフィロのス亭おとはす、フィロのス亭ハルのすけ、フィロのス亭マリのじょう、フィロのス亭あんぬと落語家をイメージした名前を名乗る。
- ぶらりフィロのス東京散歩
  - メンバー一人が行きたい街を指定し、全員で街ブラ散歩を行うコーナー。ゼンリン「いつもNAVIマルチ」提供で、案内役はスマホ地図を片手に進行し目的地を目指す。一人でも多くの人にグループや個々の名前を知ってもらうことを最終目的とする。途中、日向ハルと奥津マリリは別行動をとり「ハルル＆マリリの呑んべえ散歩」のコーナーが挟まる。

## 音楽

### オープニング
- 「ライブ・ライフ」（フィロソフィーのダンス）作詞：ヤマモトショウ、作曲：宮野弦士

### エンディング
- 「イッツ・マイ・ターン（IT'S MY TURN）」（フィロソフィーのダンス）作詞：ヤマモトショウ、作曲：宮野弦士

## スタッフ
- ナレーション：春風亭昇々
- 構成：重倉涼
- 撮影：山崎和也、前川公二、難波俊三
- 美術プロデューサー：野口香織
- デザイン：前田香織
- 美術進行：髙木由樹
- 大道具：安藤由衣
- ヘアメイク：末光陽子
- 衣裳：片瀬美穂
- スチール：Ok OGAWA
- お囃子：ヤマモトショウ、宮野弦士
- CG：福田隆之、大橋緑
- 協力：映像通信
- AP：新藤博美
- 企画：石井貴裕、高石智史
- 演出：吉野宏樹
- プロデューサー：小鴨翔、川原立大、吉野宏樹
- 制作協力：MODERA
- 制作著作 - テレビ朝日